# Forgotton Anne
Forgotton Anne  est un jeu vidéo d'aventure et de plates-formes développé par ThroughLine Games et édité par Square Enix Collective, sorti en 2018 sur Windows, Nintendo Switch, PlayStation 4 et Xbox One.

## Accueil

### Critique
- Adventure Gamers : 4/5[1]
- Famitsu : 32/40[2]

### Récompenses
Le jeu a été nommé lors de l'Independent Games Festival 2019 dans la catégorie Excellence en Arts visuels, et dans la catégorie Music of the Year lors des Game Audio Network Guild Awards.